# AVUS

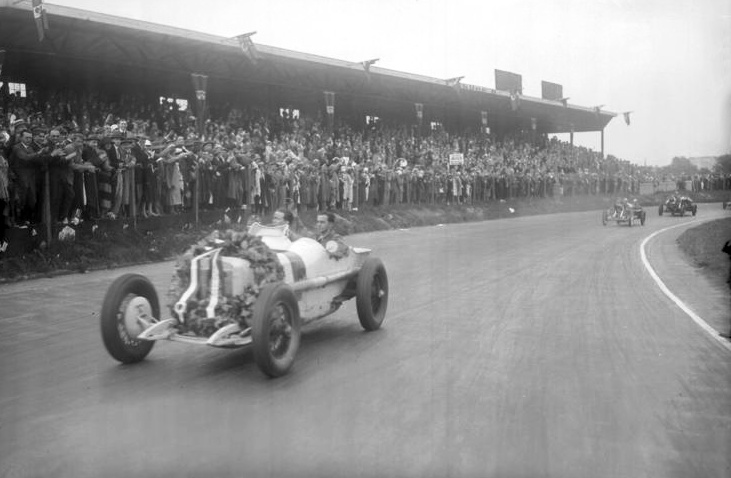
Az 1932-es német nagydíjon Rudolf Caracciola

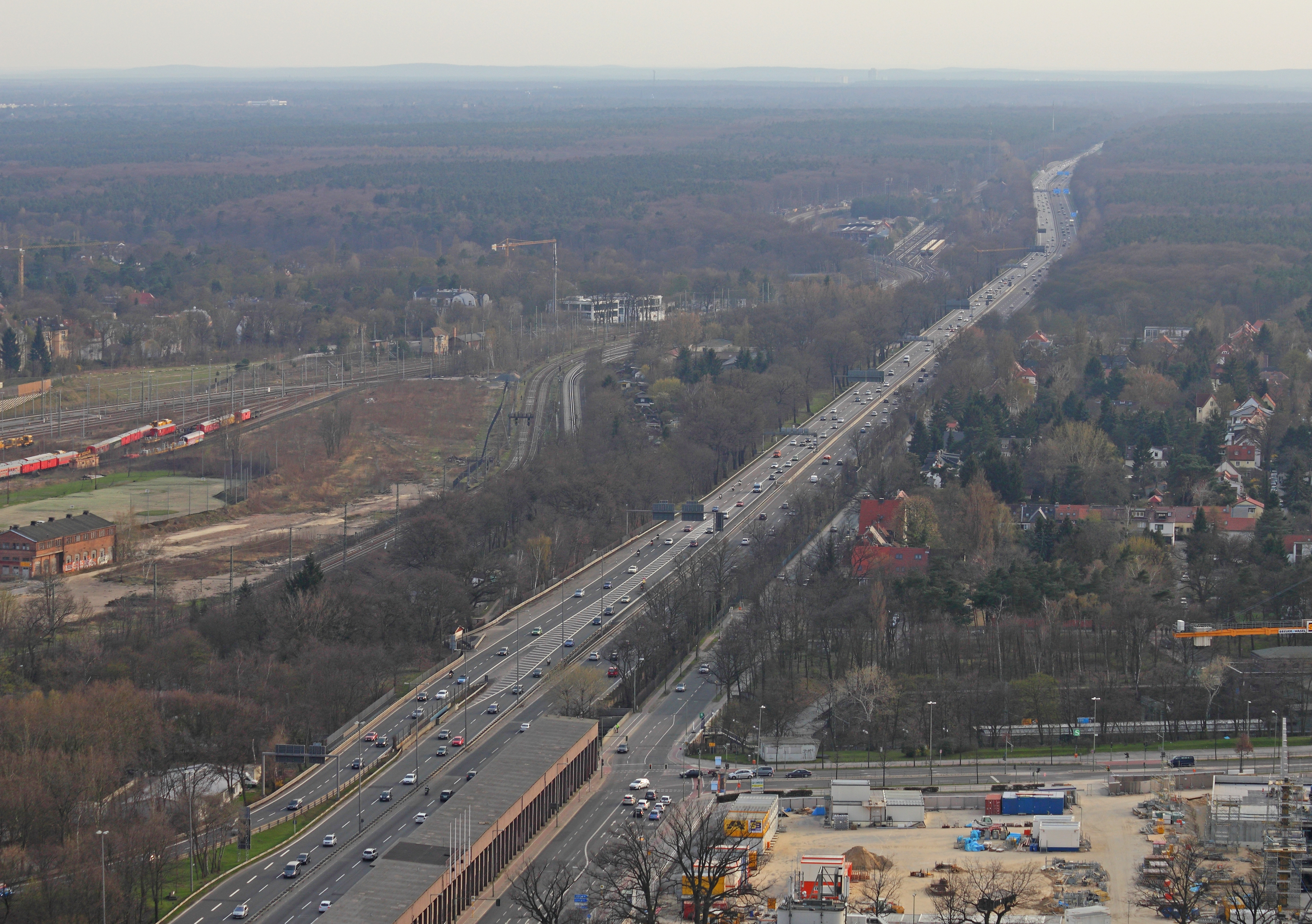
Kilátás az adótoronyból az AVUS-ra

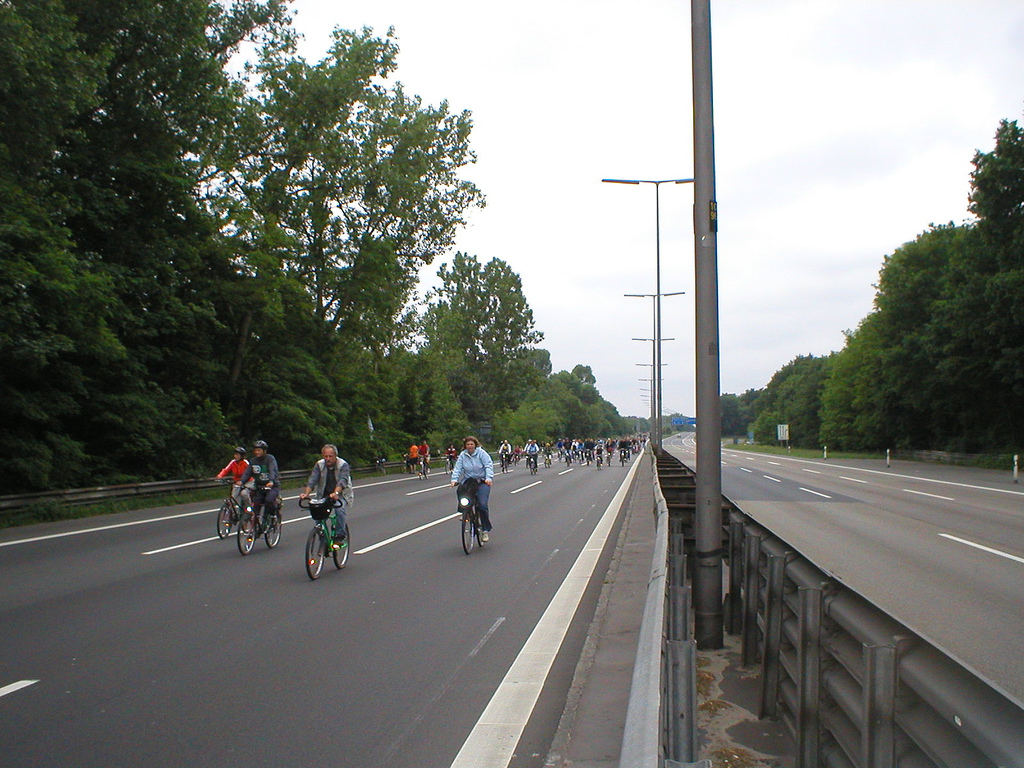
Kerékpáros csillagtúra az AVUS-n 2007-ben

A hivatalos nevén (németül Automobil-Verkehrs- und Übungs-Straße), ismertebben AVUS egy berlini útszakasz, Európa első kizárólagos autóútja, amelyet 1921-ben adtak át.
Az AVUS Délnyugat-Berlinben fekszik és az északi szakasza része az A115-ös autópályának. A berlini adótoronytól vezet az A10-es berlini körgyűrűig, összesen 9 km hosszan. 1998 áprilisáig bizonyos hétvégéken futamokra használták.

## Története
1909-ben megalapították az Automobil-Verkehrs- und Übungsstraße GmbH-t, azzal a céllal, hogy elősegítsék a német autóipar versenyképességét. 1913-ban részvénytársaság alakult, hogy kizárólagos autóút épüljön. Az első világháború miatt a munka leállt, csak 1921-ben Hugo Stinnes magán tőkéjével fejeződött be és 1921. szeptember 24-én meg is nyílt. Az egyeneseket északon a Berlin-Halensee, Charlottenburg és a délen elhelyezkedő Berlin-Nikolassee kanyar ca. 19 km hosszú körpályává zárta. A pályát átadás után megnyitották a nagyközönségnek díj ellenében. Már a nyitófutam megmutatta a pályafelépítményére visszavezethető hiányosságokat. A gazdasági nehézségek miatt a következő évben a közönséget kizárták a pályáról. 1926-ban megalapították a német nagydíjat. A kellemetlen időjárási körülmények és pálya rossz állapota 4 halálos áldozatot követelt. Az alap nélküli pálya átépítése és 10 cm-es burkolatemelés következett, amely a mai útépítési technológia sok elemének első alkalmazását jelentette. 
A nagy gazdasági világválság miatt az 1930-as években kezdődött újra a rendszeres futam. A pálya íveinek  1937-beni átépítése és ívemelés alkalmazása, annak 43,6° döntésével, a kanyarokat lerövidítették. Új igazgatósági épület készült, irányítótorony (ma motel), új tribün.
A berlini elkerülő 1940-ben történt befejeztével az útszakasz megnyílt a forgalomnak és elvesztette magánút jellegét. A déli ívet egy benzinkút számára vették igénybe, a tervezett áthelyezését a második világháború vihara elvitte. Amerikai megszállási zóna idején lőtérnek használták. A pálya 8,3 km-re rövidült. 
A II. világháború kárait 1951-re sikerült helyrehozni. A megemelt északi fordító továbbra is veszélyforrás volt és egy halálos áldozatot is követelt. 1967-ben a veszélyes megemelt északi kanyart visszabontották, és ott az új berlini adótorony helyigényét biztosították.
Az egyéni közlekedés számára az AVUS hétvégi lezárása problémát jelentett, mert már a futamokat megelőző tréningek idején sem használhatták az utat. Később a hosszú szakaszok sem jelentettek már kihívást a sport számára, ezért az többször rövidítették. A berlini fal leomlása után belvárosi forgalmat a körgyűrűre szorították, mely a pálya korszakának lezárását is jelentette. Végleges bezárására 1998-ban került sor. Az egyenes szakasz azóta autópályává vált, az északi kanyarból mellékút és parkoló lett, míg a déli kanyart a természet foglalta vissza.

## Nem motorizált használat
Az AVUS megnyitása óta motorizált közlekedési céljára engedélyezték, azonban más módot is találtak a használatára. Az 1936. évi nyári olimpiai játékok idején úgy a maratonfutás, mind az utcai kerékpározás igénybe vette. A II. világháborút követő zűrzavaros időszakban az alig használt pályát rövid időre lovaskocsiknak is átengedték. Az 1973-as olajválság idején a forgalomkorlátozásokat kihasználva a lelkes polgárok vették használatba az útszakaszt. 1990-es évek elején kezdődött a kerékpáros csillagtúra verseny hagyománya, így évente egy júniusi vasárnap a kerékpárosok özönlötték el a pályát.

## Az eddigi győztesek
| Év   | Pole pozíció | Futamgyőztes |
| ---- | ------------ | ------------ |
| 1959 | Tony Brooks  | Tony Brooks  |

## Lásd még
Formula–1-es versenypályák listája

## Fordítás
- Ez a szócikk részben vagy egészben a AVUS című német Wikipédia-szócikk ezen változatának fordításán alapul.  Az eredeti cikk szerkesztőit annak laptörténete sorolja fel. Ez a jelzés csupán a megfogalmazás eredetét és a szerzői jogokat jelzi, nem szolgál a cikkben szereplő információk forrásmegjelöléseként.